# Даулет, Темиржан Серикулы
Темиржан Серикулы Даулет (каз. Теміржан Серікұлы Дәулет; род. 20 февраля 1991 года, Узбекская ССР) — казахстанский дзюдоист-паралимпиец, серебряный призёр летних Паралимпийских игр 2020 в Токио.

## Биография

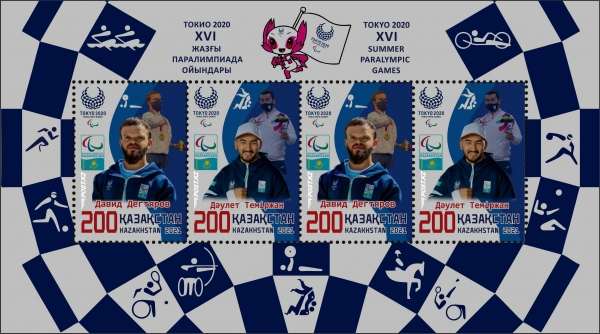
Почтовый блок Казпочты 2021 года, посвящённый призёрам Паралимпиады: Давиду Дегтярёву и Темиржану Даулету

Родился в Узбекистане, в раннем детстве переехал в Алма-Ату, начал занятия спортом. Окончил Казахскую академию спорта и туризма, работал тренером. С 2015 года начал заниматься паралимпийским дзюдо.
В 2018 году завоевал бронзовую медаль на Азиатских Параиграх. В 2019 году занял второе место на Всемирных Играх IBSA для слепых и слабовидящих и выигрывал паралимпийский чемпионат Азии.
28 августа 2021 года в Токио на летних Паралимпийских играх 2020 Темиржан Даулет выступал в весовой категории до 73 кг. В 1/8 финала он одержал техническую победу над азербайджанцем Рамилем Гасымовым (неявка соперника), в четвертьфинале победил немецкого спортсмена Николая Корнхасса, в полуфинале — грузинского дзюдоиста Гиорги Калдани. В финале уступил спортсмену из Узбекистана Ферузу Сайидову и получил серебряную медаль Паралимпиады-2020.

## Спортивные результаты
| Год  | Турнир                          | Место проведения | Категория | Место |
| ---- | ------------------------------- | ---------------- | --------- | ----- |
| 2018 | Азиатские Параигры              | Джакарта         | До 73 кг  | 3     |
| 2018 | Чемпионат мира                  | Одивелаш         | До 73 кг  | 9     |
| 2021 | Летние Паралимпийские игры 2020 | Токио            | До 73 кг  | 2     |

## Награды
- Орден «Парасат» (6 сентября 2021 года)[3]